# Carl Erik Deléen
Carl Erik Deléen, född 1767 i Stockholm, död 1850, var en svensk boktryckare.
Deléen blev extraordinarie notarie i Svea hovrätt 1788, och grundade 1796 en bokhandel i Stockholm. 1799 inköpte han tillsammans med J. G. Forsgren J. S. Ekmanssons boktryckeri och var en tid Svenska akademins boktryckare. På grund av sina frisinnade åsikter samt obetänksamma yttranden och åtgärder Deléen ofta ut för tryckfrihetsåtal.